# Distrito electoral de Greeley (condado de Greeley, Nebraska)
Greeley (en inglés: Greeley Precinct) es un distrito electoral ubicado en el condado de Greeley en el estado estadounidense de Nebraska. En el Censo de 2010 tenía una población de 745 habitantes y una densidad poblacional de 1,31 personas por km².

## Geografía
Greeley se encuentra ubicado en las coordenadas 41°36′31″N 98°34′44″O / 41.60861, -98.57889. Según la Oficina del Censo de los Estados Unidos, Greeley tiene una superficie total de 566.63 km², de la cual 566.63 km² corresponden a tierra firme y (0%) 0 km² es agua.

## Demografía
Según el censo de 2010, había 745 personas residiendo en Greeley. La densidad de población era de 1,31 hab./km². De los 745 habitantes, Greeley estaba compuesto por el 98.79% blancos, el 0% eran afroamericanos, el 0% eran amerindios, el 0% eran asiáticos, el 0% eran isleños del Pacífico, el 0.4% eran de otras razas y el 0.81% pertenecían a dos o más razas. Del total de la población el 2.15% eran hispanos o latinos de cualquier raza.